# Radio 94
Radio 94 je regionalna radijska postaja v Postojni, ustanovljena leta 1994.

## Oddajanje
Sprejem Radija 94 je na ultrakratkih valovih (FM) mogoč z oddajnikov: 
- Postojna (98,2 MHz)
- Razdrto (102,6 MHz)
- Ilirska Bistrica (100,2 in 104,1 MHz)
- Lož (97,8 MHz)
- Cerknica (101,0 MHz)
- Logatec (91,1 MHz)
- Rovte (107,1 MHz)

Na digitalnem radiju (DAB+) v zahodni polovici Slovenije. 
(Multipleks SLO DAB+ R2W; 227,360 MHz; kanal 12C)
Na uradni spletni strani.